# Абердам, Альфред
Альфред Абердам (фр. Alfred Aberdam; 14 мая 1894, Кристинополь, Королевство Галиции и Лодомерии, Австро-Венгрия (ныне Червоноград, Львовская область, Украина) — 1963, Париж, Франция) — польский и французский художник, представитель Парижской школы.

## Биография
Родился в богатой еврейской семье. В 1905 году семья переехала в Лемберг (ныне Львов).
В 1913 году он отправился в Мюнхен, где начал изучать живопись в академии художеств по руководством Габриэля фон Хакля. Однако, учёбу прервала начавшаяся Первая мировая война. А. Абердам был мобилизован в австро-венгерскую армию и направлен на восточный фронт, где, получив ранение, он попал в русский плен. Находился лагере военнопленных в Иркутске. В 1917 году Альфред Абердам попадает в Москву, где знакомится с поэтами Владимиром Маяковским и Сергеем Есениным. В Москве будущий художник изучает собрание французского искусства коллекционера Сергея Щукина. Позже Абердам перебрался в Ленинград, оттуда ему удалось бежать в Вену.
В 1922—1923 годах обучался в Краковской академии искусств. Ученик Теодора Аксентовича. Позже продолжил учёбу в Берлине в мастерской Александра Архипенко, где встретился и подружился с Зигмундом Менкесем, Иоахимом Вейнгартом и Леоном Вайсбергом. Позже они создали Группу четырёх (Le Groupe des Quatre). Художественные формы, представленные этой группой, были частью экспрессионистского движения Парижской школы. Группа просуществовала до 1925 года, вместе они экспонировались в 1925 году в галерее Au Sacre du Printemps.
После завершения учёбы отправился в Париж, где участвовал в многочисленных выставках, в том числе Парижских салонах (Independent и Tuileries), выставке современного польского искусства в галерее Éditions Bonaparte в 1929 году. В последнем в 1931 году он провёл индивидуальную выставку. В 1932 году А. Абердам организовал выставки во Львове (Музей художественной промышленности) и Варшаве (Еврейское общество пропаганды изобразительного искусства).
С 1933 года был членом варшавской группы Современные пластики (Plastycy Nowocześni). В 1935 году принял участие в выставке польских художников-творцов Франции в Парижской галерее изящных искусств (Galerie des Beaux-Arts).
Во время оккупации он укрылся с пианисткой Анной Радлинской. После окончания Второй мировой войны отдельные его выставки проходили в Париже (1952), Лондоне (1961) и Тель-Авиве (1962). В 1970 году в женевском Petit Palais была организована ретроспективная выставка работ художника.

## Творчество
А. Абердам — художник-модернист, автор портретов, пейзажей, фигурных композиций, натюрмортов, аллегорических полотен. Занимался масляной живописью и графикой. В своих работах использовал упрощённую, почти схематичную форму, характеризуя объекты только цветом и особым способом использования живописи. Излюбленными мотивами творчества Альфреда Абердама были образы материнства и размышляющих или читающих женщин. Во второй половине ХХ-го века, под влиянием путешествий в Израиль, художник перешёл к созданию обезличенных фигур и силуэтов, своеобразных абстракций-«размышлений».
Несколько картин художника хранятся в Национальном музее в Варшаве.